# Il Dio delle piccole cose

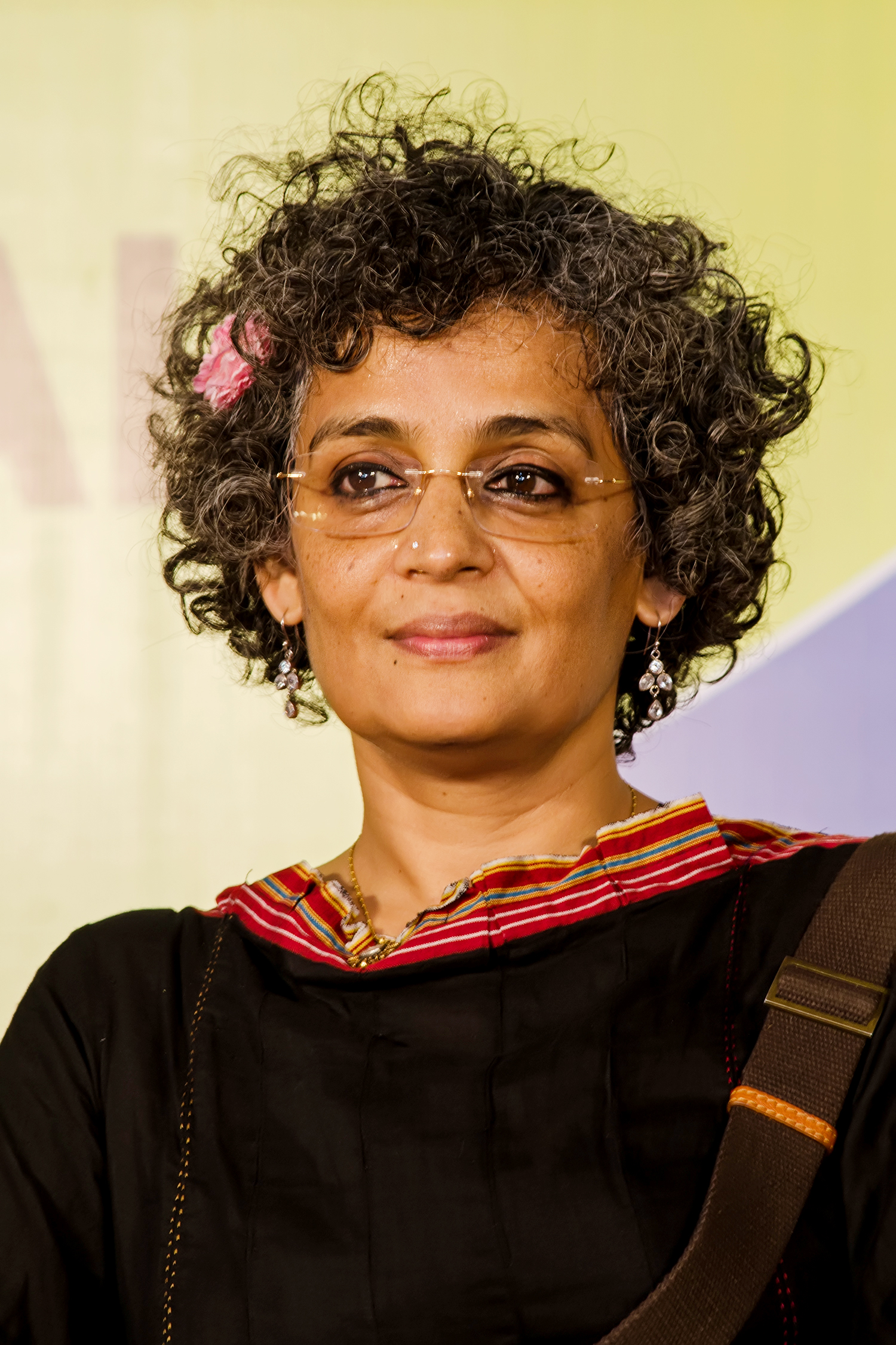
Arundhati Roy, autrice del romanzo

Il dio delle piccole cose (The God of Small Things) è il primo romanzo di Arundhati Roy, pubblicato nel 1997.
Il libro narra le esperienze infantili di due fratelli gemelli, le cui vite vengono distrutte dalle "Leggi d'amore", che stabiliscono "chi deve essere amato, e come. E quanto". Il libro è una descrizione di quanto e come le minuscole cose della vita influenzino il comportamento delle persone e, in definitiva, il corso delle vite stesse. 
Il libro, acclamato bestseller a lungo ai vertici delle classifiche di vendita internazionali, ha vinto il Booker Prize nel 1997.

## Edizioni italiane
- Arundhati Roy, Il dio delle piccole cose, traduzione di Chiara Gabutti, Collana Narratori della Fenice, Milano, Guanda, 1997,  p. 360, ISBN 978-88-774-6958-8.